# 北朝鮮におけるピザ

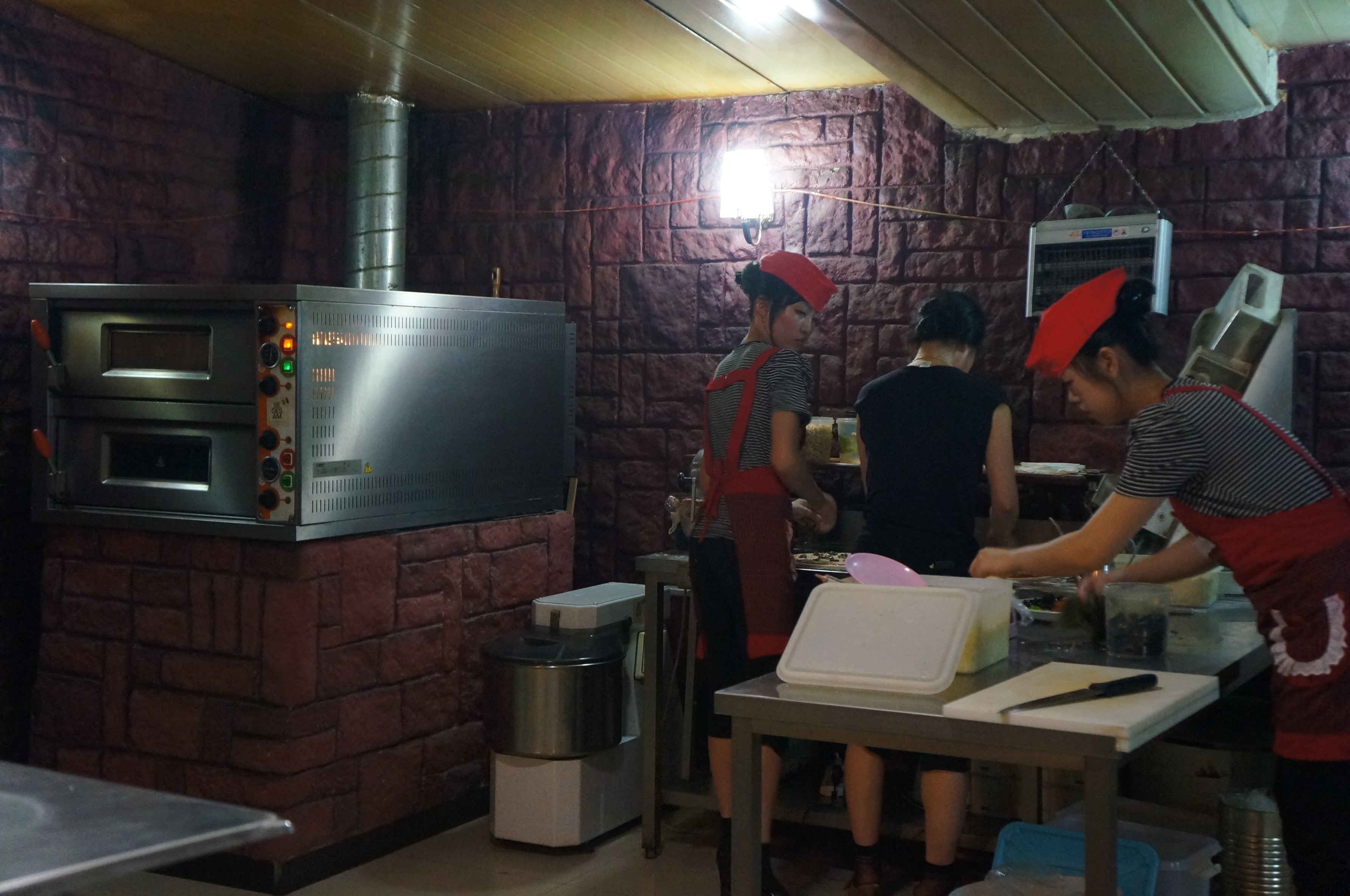
北朝鮮のレストランでピザを調理する様子（2013年）

この項目では、北朝鮮におけるピザ（きたちょうせんにおけるピザ）の受容について述べる。朝鮮民主主義人民共和国（北朝鮮）にはピザを提供するレストランが複数存在する。しかし、大半の北朝鮮国民はピザを消費できるほどの経済力を有しておらず、顧客は主に富裕層のみであった。首都平壌には現在、ピザを提供するレストランが5軒存在する。第2代最高指導者の金正日はイタリア人のシェフを雇い自国民にピザ製造を訓練させて北朝鮮にピザを導入した。

## 歴史
平壌で最初にピザを作り提供した料理店はピョルムリカフェ（Pyolmuri Café）である。このカフェは、アドベンティスト開発救済機関（ADRA）からの資金援助を受けてオープンしたヨーロッパ風のカフェであった。
金正日は1990年代からピザに興味を持つようになった。朝鮮総聯機関紙の朝鮮新報は、北朝鮮へのピザの導入には「試行錯誤を重ねる」必要があったと書いている。1999年、金正日は朝鮮人民軍陸軍士官を訓練するためにイタリアのピザ職人の一団を平壌に招聘した。ミラノ郊外出身のシェフ、エルマンノ・フルラニス（Ermanno Furlanis）はこの体験について詳細に書いている。フルラニスによると、シェフたちは健康診断を受けてから停泊中の船に乗船させられ、そこで見習いからオリーブをどのくらいの間隔で乗せるべきかなどの様々な質問を受けた。フルラニスは金自身が視察に訪れたこともあったと推測している。2008年、金はシェフをナポリとローマに派遣し、同年12月に北朝鮮初のピッツェリアの開店を許可した。同店の責任者であるキム・サンスンは、「金正日将軍は、世界で最も有名な料理（ピザ）を国民にも享受させるべきだと述べた」と語った。
このレストランは「ピザレストラン」と名づけられ、光復通りにオープンした。食材とピザ窯は金によってイタリアから空輸された。朝鮮新報は、「開店から数か月間は賑わっており、多くの顧客が初めて食べたイタリア料理だった」とコメントした。2010年のメニューには11種類の伝統的なピザが含まれていたが、イタリア料理全体の割合はメニューの5分の2にすぎなかった。韓国日報はここを「平壌で最高のピッツェリア」と呼んだ。ロンリープラネットは当店を「かなりまとも」と評価した。
ピザレストランのオープンに関する宣伝に応えて、ロンドンで活動する韓国人アーティスト、キム・ファン（Kim Hwang）は「Pizzas for the People」という題名の短編連作映画を制作した。北朝鮮におけるピザの独占性を風刺する料理番組風のフェイク・ドキュメンタリーで、キム・ファンは「イデオロギーの現状に裏から挑戦している」と述べた。韓国で撮影され、ドイツのハイデルベルクで初上映された。ファンは500枚ほど同作のDVDを製作し、5人の人物に依頼して北朝鮮国内に持ち込ませた。
2011年、イタリアと北朝鮮の合弁会社コリタル（Corital）が所有する新しいピッツェリアがコカ・コーラを提供していると報じられた。
平壌で3番目のイタリア料理レストラン、「イタリア・ピザ」は、未来科学者通りに2015年末にオープンした。スタッフは1日2回楽器の生演奏を行っている。Vice 誌は、その内装を「1970年代のクルーズ客船レベルのキッチュ」、ピザはチーズなしで提供されているにもかかわらず「かなり美味しい」と評した。このレストランは未来科学者通りの再開発の際に閉店した。

## 現在でのピザ

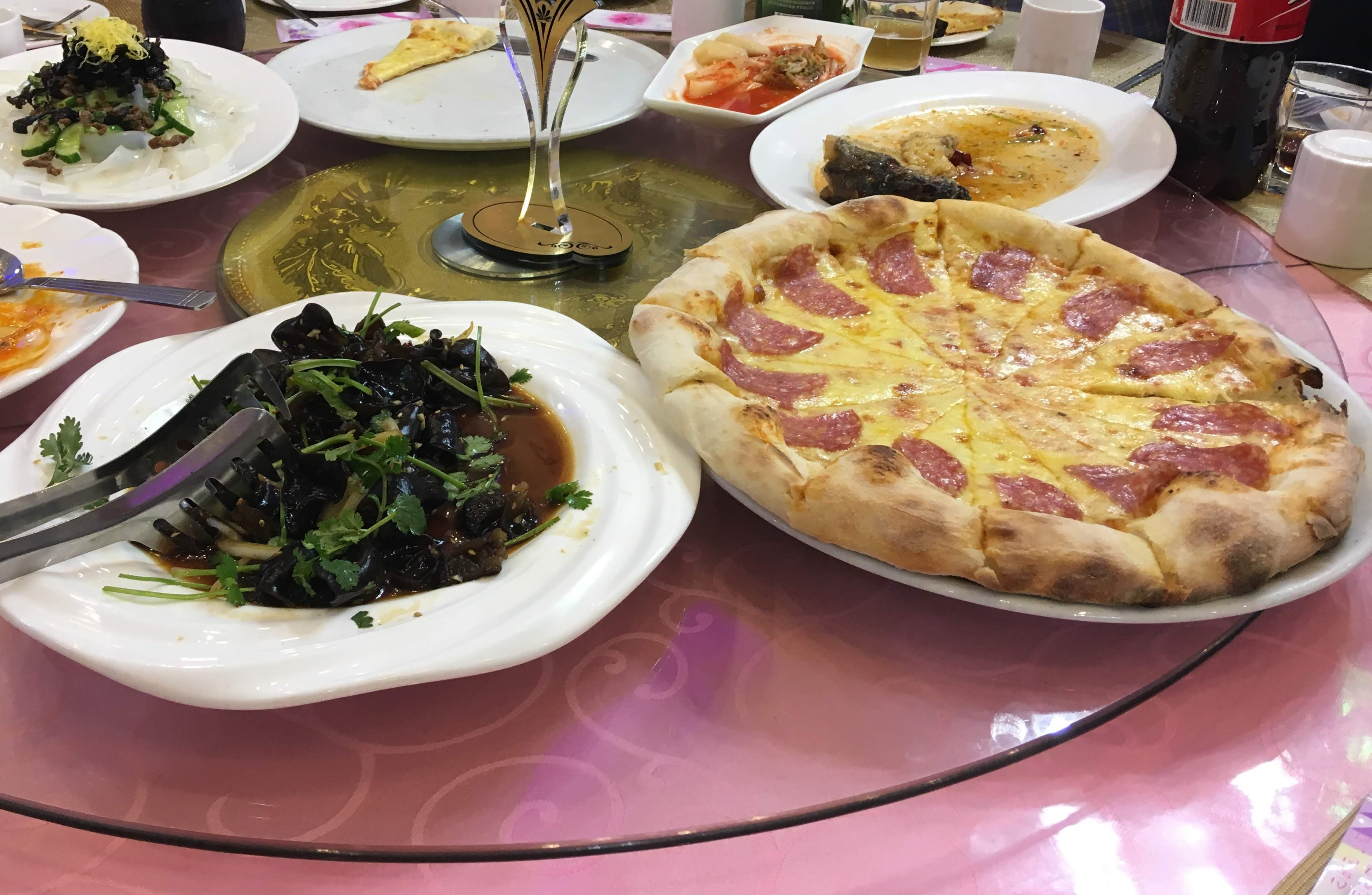
平壌のレストランでのピザ

2021年現在、平壌にはピザを提供するレストランが5軒存在し、中華料理店よりもイタリア料理店の方が多い。北朝鮮の市場では、富裕層向けにペパロニピザが販売されている。
2018年時点でピザ1枚の価格は約5ドルから10ドル（2023年には6ドルから12ドル）で、大半の北朝鮮国民には購入不可能である。現在でも北朝鮮ではピザは一般市民ではなく、富裕層、外交官、外国人によって消費されている。ピザ1枚の値段が中級官僚の給料1か月分に相当することもある。中流階級と上流階級の人々は都市での居住を許可されているため、平壌では洋食レストランが人気になりつつある。レストランでは、一般的なトッピングのピザだけでなく、キムチのピザなどの地元ならではのピザも提供している。ピッツェリアを含むレストランは全て馴染み深い朝鮮料理も提供しており、大半の顧客はピザではなくこれらを注文している。